# Corteza (queso)

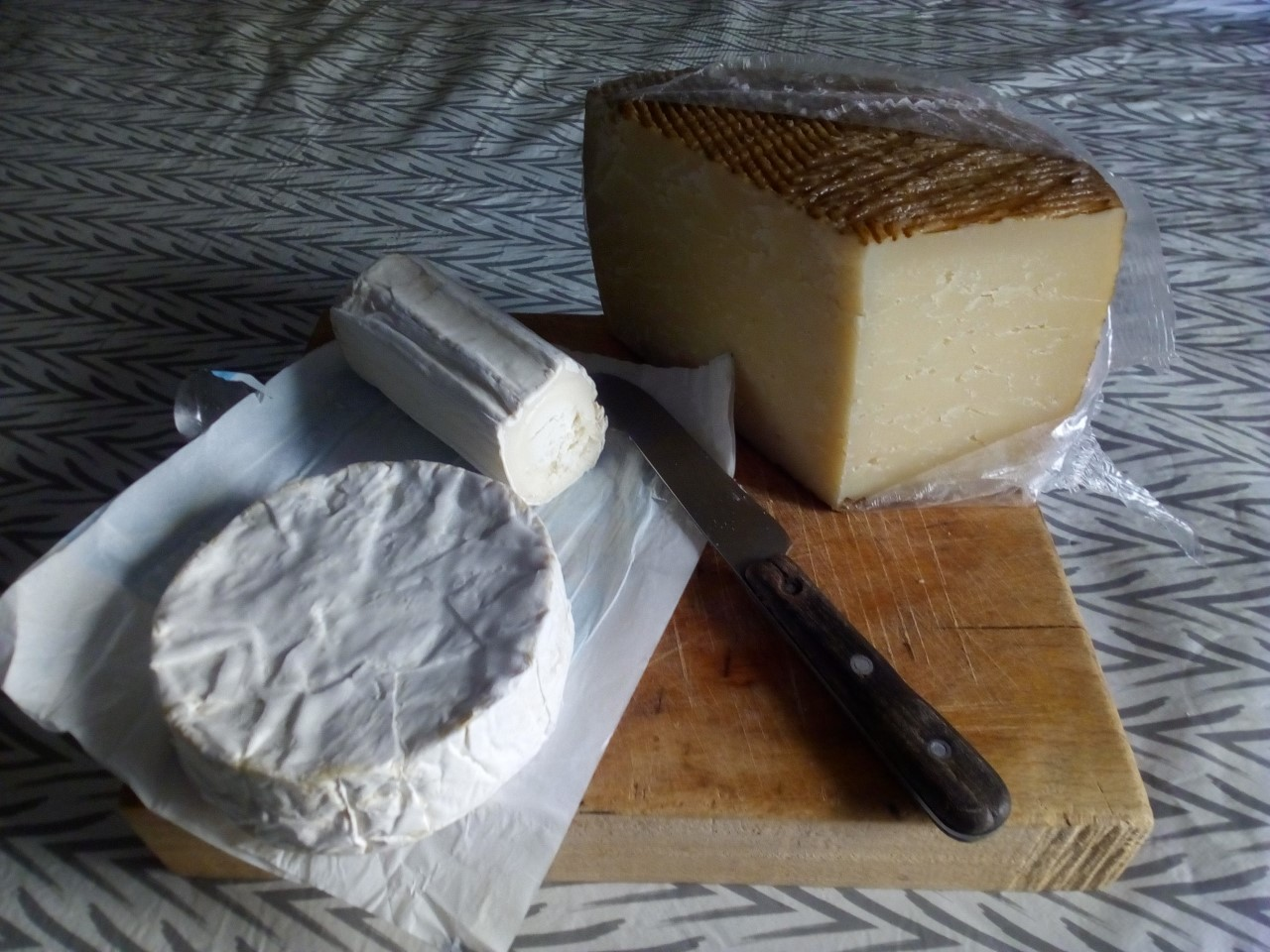
Diferentes tipos de corteza de queso. Marrón, derecha, arriba: incomible; blancas, izquierda, abajo: comestibles.

La corteza del queso protege el queso contra sequedad, deformaciones y ataques de moho o de animales. Además asegura la respiración y así la madurez del queso eliminando la humedad y el oxígeno. La corteza del queso puede ser útil también para información al consumidor, sobre qué tipo de queso es, por ejemplo por la marca. 

## Materiales
La corteza del queso puede estar hecha de moho, parafina o polímero de plástico. Se hace la corteza del queso de diversos materiales en diversos países. En Países Bajos, el queso a menudo se presiona con requesón. En más cálidos países del sur de Europa, la corteza se hace del sudor del queso, que forma una capa de grasa. La corteza del queso a menudo se lava y frota varias veces para evitar el desarrollo de moho. A menudo se aplica una capa de parafina al final de la madurez antes la distribución al comercio. Quesos sin corteza son los cremosos y los hojaldrados. Algunos tipos de cortezas de queso son comestibles, otras no.

## Curiosidad
En algunas regiones del sur de España se usa como refrán "en el campo no se raspa el queso" en sentido estricto para aludir al hecho de que no se quite la corteza del queso antes de comerlo, pero más a menudo para aludir al hecho de que en el campo o en ambientes familiares no se necesitan costumbres refinadas.